# 仙北街道
仙北街道（せんぼくかいどう）は、奥州街道水沢宿（岩手県奥州市水沢）からと秋田県の仙北地方（横手方面）を結ぶ街道。

## 概要
奥州街道から水沢（仙台藩）で分かれて、奥羽山脈を越えた後、秋田の仙北三郡に達する道で、秋田側では「手倉越え」「仙北道」、伊達領に通じる道であるから、「せんだい道」「みずさわ道」などと呼んだ。
岩手県奥州市胆沢下嵐江（オロセ）と秋田県雄勝郡東成瀬村手倉を結ぶ古道は栗駒山・栃ケ森森林生態系保護地域を貫通し、大部分がブナ原生林の中にある。現在もなお開発から逃れて、ほぼ昔のまま現存している。

## 宿場・番所
- 市野々（岩手県奥州市）
- 市野々番所
- 下嵐江（岩手県奥州市）

## 峠
- 柏峠（奥州市胆沢）
- 十里峠（奥州市胆沢-東成瀬村）